# САЩ в Първата световна война
Съединените американски щати се включват в Първата световна война от 6 април 1917 г.

## Включване на САЩ във войната
Президентът Удроу Уилсън обявява, че войната срещу търговията е война срещу човечеството  и декларира влизането на САЩ във войната.
Според Ноам Чомски , макар избрано с платформа за мир, правителството на Уилсън изначално е било за включване във войната, затова трябвало да предприеме нещо, с което да убеди обществото да подкрепи тази негова позиция. Създаването на правителствена пропагандна комисия (комисията Крийл) е тази стъпка. Комисията само за 6 месеца успява „да превърне едно миролюбиво население в истерична, призоваваща към война тълпа, копнееща да разруши всичко германско, да разкъса немците на парчета, да се бие докрай и да спаси света“.